# Ghalib
Ghalib (tiếng Urdu: غاؔلِب), tên khai sinh: Mirza Asadullah Baig Khan (Urdu: مِرزا اسَدُاللہ بیگ خان (ngày 27 Tháng 12 năm 1797 - ngày 15 tháng 2 năm 1869), là một nhà thơ người Urdu và Ba Tư trong những năm cuối cùng của đế chế Mughal. Ông đã sử dụng bút danh của Ghalib (Urdu: غالِب, Ghalib, nghĩa là "thống trị") và Asad (Urdu: اسَد, Asad nghĩa là "sư tử"). Danh vị của ông là Dabir-ul-Mulk, Najm-ud-Daula. Trong suốt cuộc đời của ông, đế chế Mughal đang suy tàn đã bị lu mờ và bị Raj thuộc địa Anh thay thế và cuối cùng bị thôn tính sau thất bại của cuộc nổi loạn Ấn Độ năm 1857. Các sự kiện này đã được ông mô tả qua các tác phẩm của mình.
Đáng chú ý nhất, ông đã làm thơ bằng cả tiếng Urdu và tiếng Ba Tư. Bài Divan tiếng Ba Tư của ông dài hơn ít nhất năm lần so với phiên bản tiếng Urdu, nhưng danh tiếng của ông chủ yếu dựa vào thơ ca bằng tiếng Urdu.
Ngày nay, Ghalib vẫn còn phổ biến không chỉ ở Ấn Độ và Pakistan mà còn trong số những cộng đồng người di cư Hindustani trên toàn thế giới.

## Đời tư

### Bối cảnh

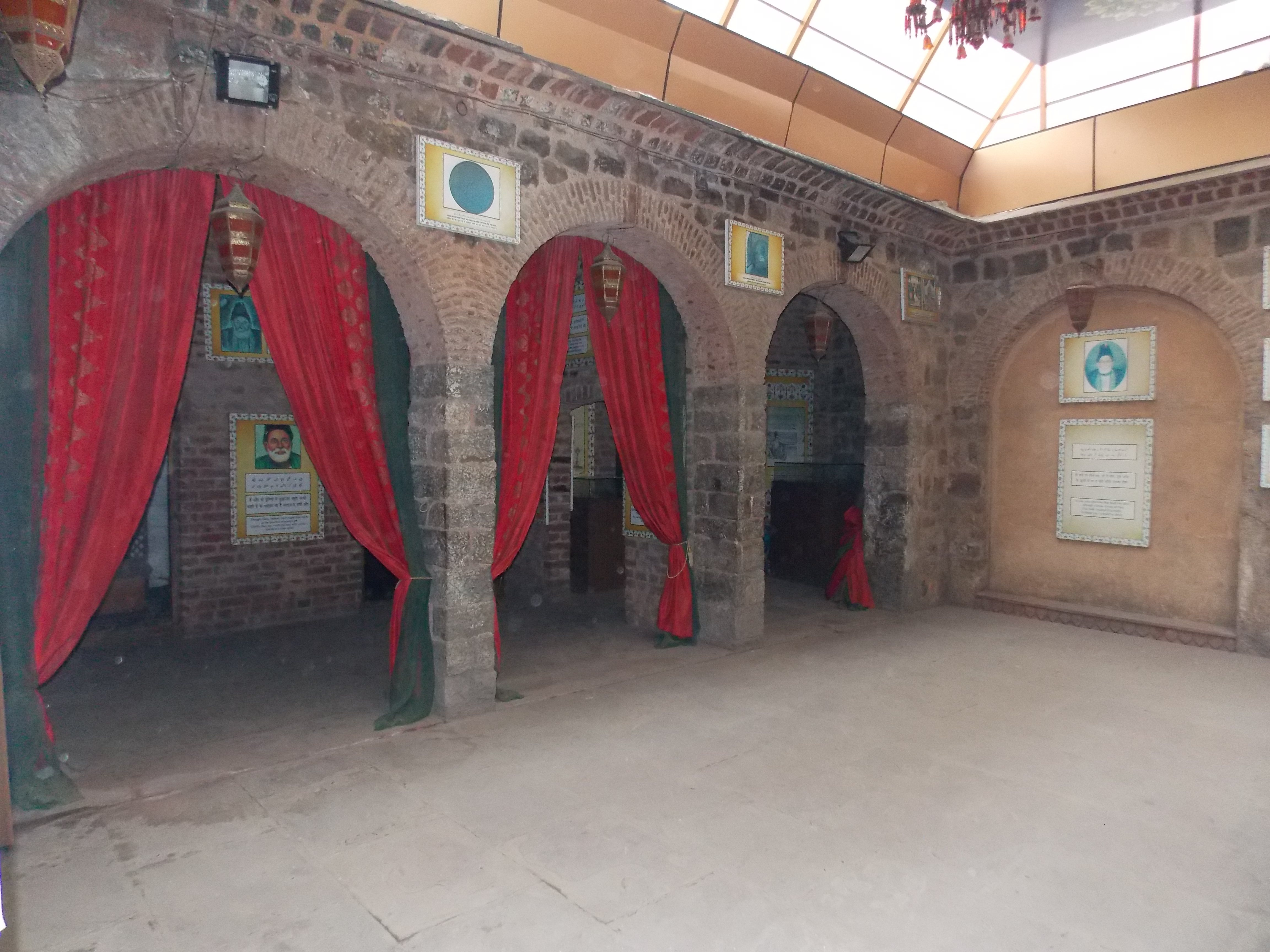
Ghalib ki Haveli, hiện là bảo tàng, Ballimaran, Old Delhi

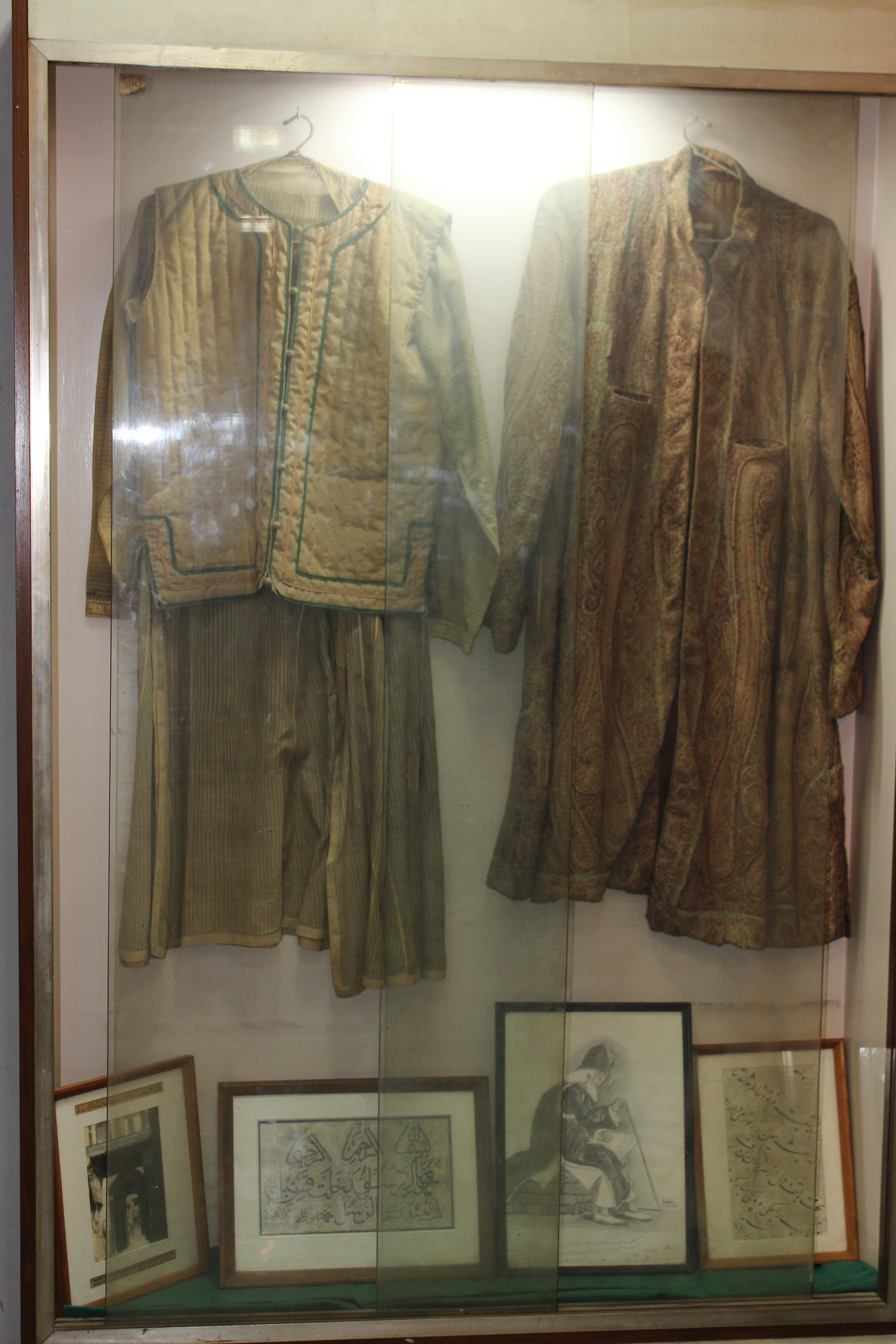
Quần áo của Mirza Ghalib, tại Bảo tàng Ghalib, New Delhi

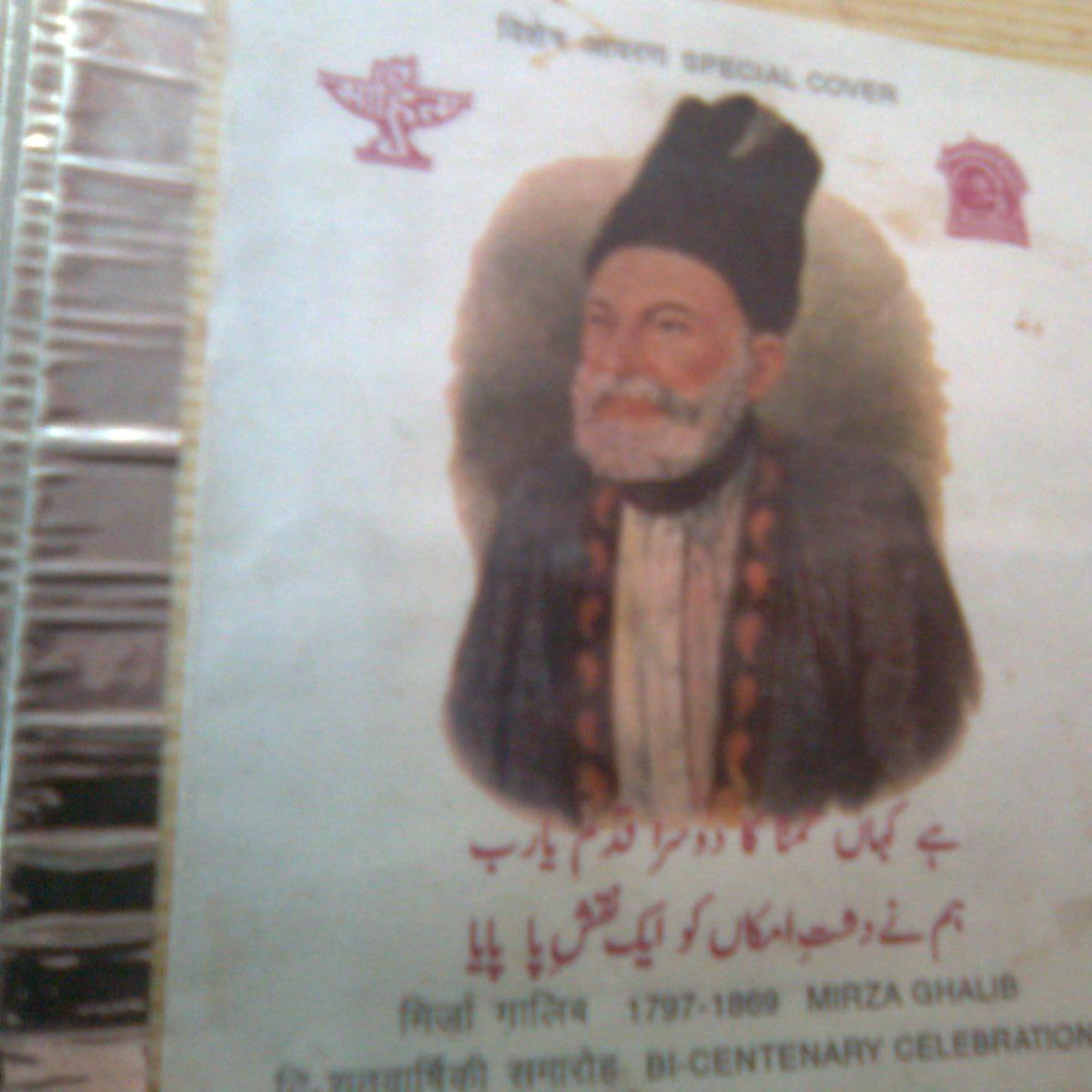
Một trang bìa kỷ niệm đặc biệt của Ghalib được phát hành ở Ấn Độ.

Mirza Ghalib sinh ra ở Kala Mahal, Agra  trong một gia đình có nguồn gốc từ Aibak Turks, người chuyển đến Samarkand (ở Uzbekistan ngày nay) sau sự sụp đổ của các vị vua Seljuk. Ông nội của ông, Mirza Qoqan Baig, là một Seljuq Turk, người đã di cư đến Ấn Độ từ Samarkand dưới triều đại của Ahmad Shah (1748-54). Anh ta làm việc ở Lahore, Delhi và Jaipur, được trao tiểu khu Pahasu (Bulandshahr, UP) và cuối cùng định cư tại Agra, UP, Ấn Độ. Ông có bốn con trai và ba con gái. Mirza Abdullah Baig và Mirza Nasrullah Baig là hai con trai của ông. 
Mirza Abdullah Baig (cha của Ghalib) kết hôn với Izzat-ut-Nisa Begum, một người dân tộc Kashmir, và sau đó sống tại nhà của bố vợ. Ông được Nawab của Lucknow nhận vào làm và sau đó làm cho Nizam của Hyderabad, Deccan. Ông chết trong trận chiến năm 1803 tại Alwar và được chôn cất tại Rajgarh (Alwar, Rajasthan). Hồi đó, Ghalib mới hơn 5 tuổi. Sau đó, ông được chú Mirza Nasrullah Baig Khan nuôi dưỡng, nhưng vào năm 1806, Nasrullah đã bị ngã từ trên lưng voi và chết vì những vết thương liên quan.
Năm mười ba tuổi, Ghalib kết hôn với Umrao Begum, con gái của Nawab Ilahi Bakhsh (anh trai của Nawab của Ferozepur Jhirka).  Ông sớm chuyển đến Delhi, cùng với em trai của mình, Mirza Yousuf, người đã bị tâm thần phân liệt từ nhỏ và sau đó chết ở Delhi trong cuộc hỗn loạn năm 1857. Không ai trong số bảy đứa con của ông sống sót sau tuổi thơ ấu. Sau khi kết hôn, ông định cư ở Delhi. Trong một lá thư của mình, ông mô tả cuộc hôn nhân của mình là lần thứ hai bị giam cầm sau lần giam cầm ban đầu là chính bản thân cuộc sống. Ý tưởng cho rằng cuộc sống là một cuộc đấu tranh đau đớn liên tục chỉ có thể kết thúc khi cuộc sống tự kết thúc, là một chủ đề lặp đi lặp lại trong thơ ông. Một trong những bài thơ của ông đã diễn tả nó một cách ngắn gọn:
| قید حیات و بند غم ، اصل میں دونوں ایک ہیں موت سے پہلے آدمی غم سے نجات پائے کیوں؟ | The prison of life and the bondage of sorrow are one and the same Why should man be free of sorrow before dying? |
|                                                                                  | |

Quan điểm về thế giới của Mirza Ghalib khi ông nhìn thế giới giống như một sân chơi, nơi mọi người đều bận rộn trong một số hoạt động trần tục và vui vẻ hơn là một cái gì đó có giá trị lớn hơn, như ông đã viết: 
| بازیچہ اطفال ہے دنیا میرے آگے ہوتا ہے شب و روز تماشا میرے آگے | This world is a child's playground for me A spectacle unfolds day and night before me |
|                                                               |                                                                                       |

Có những lời kể mâu thuẫn liên quan đến mối quan hệ của ông với vợ. Vợ ông được coi là ngoan đạo, bảo thủ và kính sợ Chúa.

Ghalib tự hào về danh tiếng của mình như một người nổi loạn. Ông đã từng bị cầm tù vì đánh bạc và sau đó tận hưởng ngoại tình với niềm tự hào. Trong giới tòa án Mughal, anh ta thậm chí còn có được danh tiếng là "người đàn ông của phụ nữ". :41 Một lần, khi ai đó ca ngợi thơ ca của vị thánh ngoan đạo Sheikh Sahbai, Ghalib lập tức vặn lại: 
How can Sahbai be a poet? He has never tasted wine, nor has he ever gambled; he has not been beaten with slippers by lovers, nor has he ever seen the inside of a jail.:41

| اگ رہا ہے در و دیوار سے سبزہ غاؔلب ہم بیاباں میں ہیں اور گھر میں بہار آئی ہے | Greenery is growing from walls and doors Ghalib I am in a desert and my house blooms as its spring |
|                                                                             | |

Ông qua đời tại Delhi vào ngày 15 tháng 2 năm 1869. Ngôi nhà nơi ông sống ở Gali Qasim Jaan, Ballimaran, Chandni Chowk, ở Old Delhi được gọi là Ghalib ki Haveli. Hiện tại căn nhà này đã được đổi tên thành "Đài tưởng niệm Ghalib" và là nơi trưng bày triển lãm Ghalib Lưu trữ ngày 27 tháng 12 năm 2019 tại Wayback Machine vĩnh viễn. 